# Flyvebådene
Flyvebådene var navnet på de både, der fra 1965-2002 sejlede i passagerfærgefart mellem Malmø og København. Frem til 1977 blev ruten betjent af hydrofoilbåde, men de blev i 1977 erstattet af katamaraner.
Flyvebådene blev drevet af Dampskibsselskabet Øresund, senere sammenlagt til rederiet ØresunDSBådene og senere igen til Scandlines.
Ved åbningen af Øresundsforbindelsen 1. juli 2000 mistede flyvebådene ca. 60 % af kunderne til togene, hvilket gjorde det umuligt for selskabet at drive en rentabel forretning. Det blev i slutningen af marts måned 2002 meddelt, at sejladsen indstilledes med udgangen af den følgende måned.